# Edmund Zieliński
Edmund Roman Zieliński  (Kijewo Królewskie, 1909. szeptember 24. – Varsó, 1992. december 8.) lengyel válogatott jégkorongozó, olimpikon.
Az 1936. évi téli olimpiai játékokon játszott a jégkorongtornán, Garmisch-Partenkirchenbe, a lengyel válogatottban. 15 csapat vett részt a tornán. Ők az A csoportba kerültek. A kanadaiaktól 8–1-re, az osztrákoktól 2–1-re kaptak ki, végül a letteket 7–1-re győzték le. Három mérkőzésen játszott és 2 gólt ütött, mind a kettőt a letteknek. A 9. helyen végezetek.
Részt vett az 1935-ös jégkorong-világbajnokságon. Három gólt ütött a világbajnokságon.
Klubcsapata az AZS Poznań volt.